# Horacio (nombre)
Horacio es un nombre propio masculino de origen latino en su variante en español. Proviene de Horatius, de hora, posiblemente como veneración a Hora, diosa de la juventud; en su forma gentilicia, fue el nomen de una familia romana, la Gens Horatia.

## Variantes
- Femenino: Horacia.

| Variantes en otras lenguas | Variantes en otras lenguas |
| -------------------------- | -------------------------- |
| Español                    | Horacio                    |
| Alemán                     | Horatius, Horaz            |
| Armenio                    | Հորացիուս (Horac'iows)     |
| Bosnio                     | Horacije                   |
| Búlgaro                    | Хораций (Horacij)          |
| Catalán                    | Horaci                     |
| Checo                      | Horatius                   |
| Croata                     | Horacije                   |
| Danés                      | Horats                     |
| Eslovaco                   | Horatius                   |
| Esloveno                   | Horacij                    |
| Esperanto                  | Horacio                    |
| Finlandés                  | Horatius                   |
| Francés                    | Horace                     |
| Galés                      | Horas                      |
| Georgiano                  | ჰორაციუსი (Horatsiusi)     |
| Griego                     | Οράτιος (Orátios)          |
| Holandés                   | Horatius                   |
| Húngaro                    | Horác                      |
| Inglés                     | Horace, Horatio            |
| Islandés                   | Hóratíus                   |
| Italiano                   | Orazio                     |
| Latín                      | Horatius                   |
| Letón                      | Horācijs                   |
| Lituano                    | Horacijus                  |
| Noruego                    | Horats                     |
| Piamontés                  | Orassi                     |
| Polaco                     | Horacy                     |
| Portugués                  | Horácio                    |
| Rumano                     | Horațiu                    |
| Ruso                       | Гораций (Goracij)          |
| Samogitiano                | Huoracėjos                 |
| Serbio                     | Хорације (Horacije)        |
| Siciliano                  | Orazziu                    |
| Sueco                      | Horatius                   |
| Ucraniano                  | Горацій (Goracij)          |